# Santo António de Tanná
La fregata Santo António de Tanná andò persa per naufragio il 20 ottobre 1697 nel porto di Mombasa, in Kenya. Il relitto venne scoperto da due subacquei nel corso degli anni sessanta del XX secolo, e dopo essere stato oggetto di sei campagne di scavi e studio, il 14 gennaio 1977 il parlamento del Kenya lo ha proclamato monumento nazionale. 

## Storia

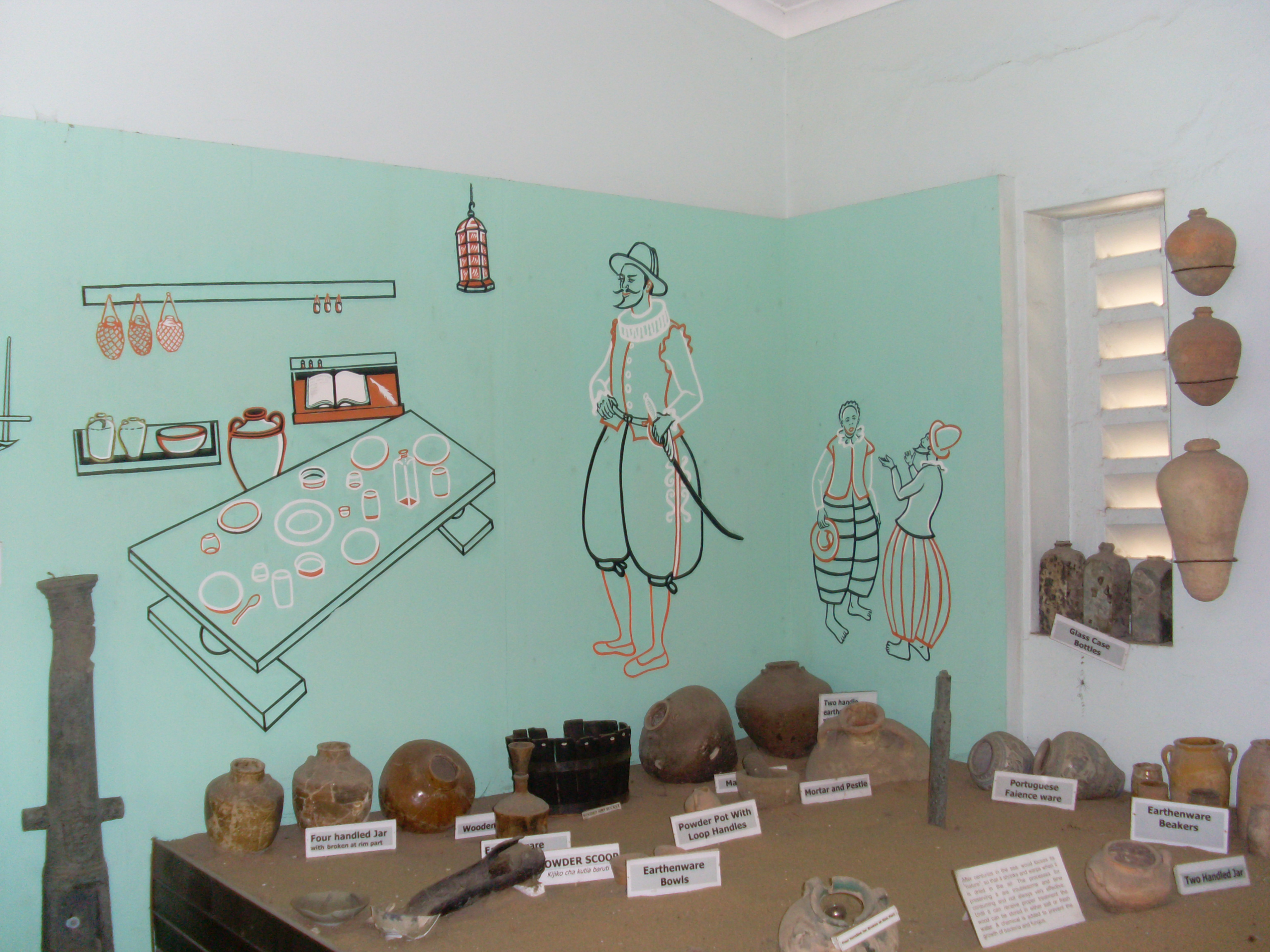
Una parte dei manufatti recuperati dal relitto della fregata Santo António de Tanná (museo di Fort Jesus).

Nel febbraio 1678 la Corona portoghese ordinò al Capitano generale di Bassai, Dom Antonio Sottomayor, di iniziare la costruzione di una fregata da 42 cannoni Santo António de Tanná presso il locale cantiere navale. La nuova unità fu impostata nel corso dello stesso anno, e a causa di alcune difficoltà riscontrate nella costruzione venne varata nel dicembre 1680. A quel tempo Dom Vasco Luis Coutinho era il nuovo capitano generale di Bassai e
con lui vi era il capomastro Manuel da Costa, che è storicamente accreditato come costruttore finale della nave. La fregata venne poi trasferita presso il cantiere navale di Goa, dove completò il suo allestimento con l'aggiunta delle opere superiori, degli alberi e delle manovre.
Nel 1681 la fregata entrò in servizio nella flotta vicereale composta da 11 navi grandi e molte altre più piccole. Poco si sa della sua carriera. In un documento datato 22 gennaio 1689 trasportò dei cannoni di bronzo da Diu a Goa. Nel gennaio 1693 la fregata  Santo António de Tanná salpò per un viaggio di andata e ritorno tra Goa e Lisbona, soggiornando nel porto spagnolo di Vigo, dove sbarcò il suo carico, composto da 424 barili di salnitro, per diversi mesi.
Tra la fine del 1694 e l'aprile 1696, la nave rimase a Lisbona, dove l'armamento venne modificato con l'installazione di altri 8 cannoni e l'apertura nello scafo dei relativi portelli8, e da lì salpò il 6 aprile per l'India portoghese, sotto il comando del capitano Henrique de Figueiredo de Alarcão, facendo scalo nell'Africa Orientale Portoghese e poi raggiunse Goa. Dopo essere arrivato in India il capitano Henrique de Figueiredo de Alarcão si recò a Mombasa dopo aver trascorso sei mesi in Mozambico.
Nel novembre 1696 la Santo António de Tanná, al comando del capitano Domingos Pereira de Gusman salpò come nave ammiraglia della flotta, composta anche dalla fregata Nossa Senhora do Vale e da alcune navi minori. Arrivata a Mombasa il giorno di Natale del 1696, venne subito iniziato lo sbarco delle truppe e dei rifornimenti diretti al forte che "stava per cadere".  Il 14 gennaio 1697 la nave perse alcune ancore e fu costretta ad andare avanti e indietro, mentre le rimanenti provviste furono trasportate al Forte São Jesus da piccole barche.
Il 25 gennaio 1697 la Santo Antonio de Tanná ripartì per il Mozambico, e nello stesso anno, nel mese di aprile, la fregata perse il suo timone durante un uragano che aveva colpito la regione. 
Il 28 agosto 1697 il generale Luís de Melo Sampaio, nominato governatore del Mozambico, ricevette la notizia da parte del Sceicco Daud di Faza che Forte São Jesus, la principale fortezza portoghese a difesa di Mombasa era stata attaccata dalle forze armate dell'Oman.
Il generale de Melo Sampaio si attivò immediatamente per portare soccorso agli assediati, e si mise al comando di una piccola flotta, composta da due fregate e due galeotte,  alzando la sua insegna sulla Santo António de Tanná. Dopo aver sostato a Zanzibar per imbarcare più truppe, la flotta raggiunse la costa di Mombasa il 15 settembre 1697. La fregata fu ormeggiata nel porto, vicino a Forte São Jesus, e la nave fu fatta oggetto a un bombardamento da parte delle batterie di artiglieria nemiche, mentre i rifornimenti venivano sbarcati con il favore dell'oscurità.
La fregata continuò a scaricare il suo carico fino al 20 ottobre, quando perse le sue ultime funi di ancoraggio durante uno scontro a fuoco, e si arenò sulla terraferma, di fronte al forte. Non è noto se la nave abbia perso le cime di ormeggio, a causa degli spari, di un sabotaggio, o semplicemente a causa della corrosione, ma è certo che la nave andò a mettersi vicino alle posizioni dei musulmani. Inoltre la fregata aveva anche subito gravi danni al suo scafo. Con l'arrivo dell'alta marea la nave si rimise a galla, ma con il timone danneggiato non fu in grado di manovrare e si fermò di nuovo vicino al forte.
Gli intensi combattimenti continuarono con le forze omanite che cercarono di catturare la nave, ma una forza di soccorso uscita dalla fortezza conquistò la piccola palizzata che sovrastava la nave costringendo così gli omaniti a ritirarsi. 
Con la marea successiva la nave fu rimorchiata più vicino al forte e in questo momento il generale Sampaio de Melo, dopo essersi consigliato con gli altri ufficiali, dato che la nave aveva subito ingenti danni e non era più idonea alla navigazione, prese la decisione di affondare la fregata dopo aver scaricato dalla essa tutto ciò che era possibile portare in salvo.
La perdita della Santo António de Tanná, che a quel tempo faceva parte di un complesso navale di 5 fregate e 17 navi più piccole, fu un duro colpo per la presenza navale portoghese nell'Oceano Indiano. Un anno dopo, il 13 dicembre 1698, Fort São Jesus si arrese agli omaniti.

### La scoperta del relitto
Nel 1960 il relitto della nave Santo António de Tanná fu scoperto in fondo al vecchio porto di Mombasa dai subacquei Conway Plough e Peter Philips alla profondità di 15 m. Studiato nel 1976, il sito fu soggetto a scavi nel periodo dal 1977 al 1980 da un team dell'Institute of Nautical Archaeology and the Fort Jesus Museum, sotto la direzione di Robin Piercy.  Nel 1977 il lavoro si è concentrato nella parte centrale della nave e nella poppa rimuovendo pietre di zavorra e numerosi manufatti. Lo scavo del 1978 è durato da gennaio a marzo e sono stati recuperati numerosi manufatti, con la squadra che è stata in grado di scavare sei metri a prua e a poppa dell'albero maestro terminando con la scoperta e la mappatura della poppa. Nel 1979 è stata utilizzata la fotogrammetria  per mappare la parte rimanente dello scafo, e dopo aver terminato la pulizia della struttura dello scafo, secondo un metodo ideato da Jeremy Green vennero scavate delle trincee parallele che resero un gran numero di manufatti. L'opera di scavo sul relitto continuò nel 1980, e poi nel 1981, quando i lavori furono ufficialmente dichiarati chiusi.
Dal relitto vennero recuperate 600 palle di cannone del peso variabile da 2,5 libbre fino a 38,5 libbre. Furono trovati cinque dei cannoni della Santo Antonio de Tanná, in quanto risulta che già gli omaniti avevano recuperato dal relitto della nave 20 cannoni nel corso delle loro operazioni di salvataggio. Gli studiosi hanno scoperto anche un moschetto o archibugio, che era l'arma preferita dei soldati portoghesi. Il moschetto insieme a una canna di moschetto, 400 proiettili a palla per pistola, 120 pietre focaie, diverse boccette di polvere da sparo, 30 granate in ghisa e 6 granate di vetro rappresentano alcune delle armi personali a bordo della nave e contribuirono allo studio delle armi destinate all'uso a bordo. Vennero recuperati gli elementi di quattro o cinque bussole che momento dello scavo, erano le uniche bussole portoghesi di quell'epoca disponibili per lo studio. In una grande concrezione furono ritrovati numerosi attrezzi da falegname, che con probabilità venivano dell'armadietto del nostromo,  una grande quantità di porcellane, cristalleria, gres e maiolica portoghese, sette pipe inglesi e cinque pipe indiane, Sono stati trovati diversi vasi martaban, rari negli scavi di terra nella regione, e oltre 200 tronchi di latifoglie identificati come Dalbergia melanoxylon Molti dei tronchi avevano incisioni che segnalavano come proprietario Luís de Melo Sampaio, comandante della spedizione di soccorso, e di suo cugino Diogo de Melo Sampaio, che era uno degli ufficiali a bordo.

### Annotazioni
1. ↑  Una città sita a circa 50 km dalla odierna Bombay.

### Fonti
1. ↑  Kenya Geographic.
2. 1 2  Ford, Halligan, Catsambis 2020, p. 336.
3. ↑  Fraga 2008, p. 201.
4. 1 2  Blot, Blot 1984, p. 5.
5. 1 2 3 4 5 6 7 8 9 10 11 12  Fraga 2008, p. 202.
6. ↑  Blot, Blot 1984, p. 6.
7. 1 2  Esparteiro 1987, p. 56.
8. ↑  Blot, Blot 1984, p. 42.
9. ↑  Boxer 1984, p. 41.
10. ↑  Blot, Blot 1984, pp. 43-44.
11. ↑  Sassoon 1981, p. 129.
12. ↑  Kirkman 1981, p. 4.
13. ↑  Piercy 1979, p. 308.
14. 1 2 3  Wrecksite.
15. 1 2  Fraga 2008, p. 203.
16. ↑  Piercy 1979, p. 331.
17. ↑  Piercy 1979, p. 307.
18. 1 2 3 4  Fraga 2008, p. 204.
19. 1 2 3 4 5 6 7  Fraga 2008, p. 205.
20. ↑  Blot, Blot 1984, p. 53.